# Vladimír Suchánek
Vladimír Suchánek (12. února 1933 Nové Město nad Metují – 25. ledna 2021 Praha) byl český malíř a grafik.

## Životopis
V letech 1952 – 1954 studoval obor výtvarná výchova na Pedagogické fakultě Karlovy univerzity v Praze u profesorů Cyrila Boudy, Karla Lidického a Martina Salcmana. Studia nedokončil, protože v roce 1954 přestoupil na Akademii výtvarných umění, kde v roce 1960 absolvoval v ateliéru užité grafiky profesora Vladimíra Silovského. Byl činný v oboru grafiky, malby, knižní ilustrace, plakátů, známkové tvorby a exlibris. Od 70. let minulého století se věnoval zejména barevné litografii; od roku 1996 vytvořil více než dvě desítky návrhů poštovních známek a celkem 483 kusů Ex libris. V 50. letech hrál na klarinet a saxofon v tanečním big bandu. Na počátku 70. let byl zakladatelem, klarinetistou a kapelníkem v komorní hudební skupině Grafičanka,hudebního sdružení českých grafiků.

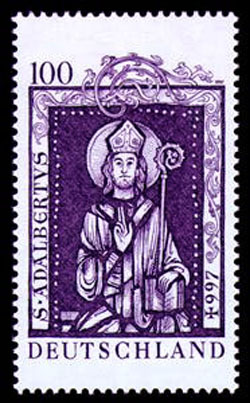
Německá poštovní známka se sv. Vojtěchem z roku 1997

Byl členem Svazu českých výtvarných umělců a spolku Mánes. Od roku 1995 byl dvacet let předsedou SČUG Hollar.

### Ocenění
Za svou tvorbu získal celkem 27 významných cen. V roce 1997 byl jmenován členem Evropské akademie věd a umění se sídlem v Salcburku. Roku 2006 mu bylo uděleno státní vyznamenání Medaile Za zásluhy III. stupně. Nové Město nad Metují mu udělilo 28. října 2008 na zámku rodiny Bartoň-Dobenín čestné občanství  a 23. 6. 2020 také město Mariánské Lázně.

## Dílo

### Výstavy
Uspořádal 149 samostatných výstav v České republice i v zahraničí – v Holandsku, Belgii, Německu, USA, Japonsku, Švédsku, Dánsku, Polsku a na Slovensku; poslední velkou výstavu uspořádal v Císařské konírně Pražského hradu v roce 2013. Zúčastnil se téměř 300 kolektivních výstav, mimo jiné mezinárodních bienále grafiky – Brno, Lublaň, Krakov, Paříž, Terst, Grenchen, Buenos Aires, Frechen, Bradford, Biella, Rijeka, Segovia, Tokio, Heidelberg, Norimberk, Malbork, Lodž, Frederikshavn, Berlín, Miami, Toronto, Fredrikstad a Peking a také triennále Ex libris v Chrudimi.

### Zastoupení ve sbírkách
- Národní galerie v Praze
- Galerie hl. m. Prahy
- Památník národního písemnictví v Praze (Kabinet ex libris Chrudim)
- Městské muzeum a galerie Mariánské Lázně – spravuje a vede sbírku exlibris
- Severočeská galerie, Liberec
- Okresní galerie výtvarného umění Náchod
- Moravská galerie v Brně
- Vlastivědné muzeum Olomouc
- Galerie Albertina, Vídeň
- Rockford Art Museum, Rockford, Illinois (USA)
- soukromé sbírky v Česku i v zahraničí